# 松井啓十郎
松井啓十郎（まつい けいじゅうろう、1985年10月16日 - ）は、日本の男子バスケットボール選手。ポジションはガード。B3.LEAGUEのさいたまブロンコス所属。愛称は「KJ」。メディア関係のマネジメント先はボイスワークス。

## 来歴
東京都杉並区出身。
1996年9月、NBA選手であるマイケル・ジョーダンが初来日した。そのとき横浜アリーナで行われたイベントでジョーダンとの1on1を体験している。見事ジョーダンのディフェンスを巧みなドリブルでかわしシュートを決めた。
NBAを目指すために単身渡米し、モントローズ・クリスチャン高校に留学する。
2005年、日本人では田臥勇太以来となるナイキ・フープサミットの19歳以下の世界選抜のメンバーに選出されて、11分で7得点をあげた。
2005-06シーズンはコロンビア大学に進学。日本人男子としては初となるNCAAディビジョン 1 でのプレーを果たした。
2009年、大学卒業とともにJBL入りを表明、複数のチームからオファーがあったがレラカムイ北海道に入団することが決定した。登録名は「KJ 松井」であった。
高校時代から高精度な3Pを武器としており、角度のない位置からの3PはJBL屈指ともいえる。レラカムイはKJの飛び道具がディフェンスを引き付けることによってインサイドのプレイヤーが生きてくるのが特色である。
。2010年オフ、本人の希望によりレラカムイ残留も選択肢に入れた上で移籍選手リスト入り。7月日立サンロッカーズへ入団。なお、日立では登録名は禁止されているため本名に戻した。
同年には日本代表候補にも選出される。
2011年、トヨタ自動車アルバルク（現：アルバルク東京）に移籍。日本代表としてアジア選手権にも出場した
2017年6月7日、アルバルク東京との契約満了に伴い自由交渉選手リストに掲載された。その後2017年7月12日、シーホース三河への移籍が発表した。
2019年6月27日、京都ハンナリーズへ移籍した。
2021年6月8日、富山グラウジーズへ移籍した。
2023年6月24日、香川ファイブアローズに移籍した。
2024年6月30日、さいたまブロンコスに移籍した。

## 記録
| シーズン    | チーム     | GP | GS | MPG   | FG%  | 3P%  | FT%  | RPG  | APG  | SPG  | BPG  | TO   | PPG  |
| ----------- | ---------- | -- | -- | ----- | ---- | ---- | ---- | ---- | ---- | ---- | ---- | ---- | ---- |
| JBL 2009-10 | レラカムイ | 41 |    | 17.05 | .413 | .399 | .757 | 1.78 | 0.44 | 0.27 | 0    | 0.80 | 6.76 |
| JBL 2010-11 | 日立       | 36 |    | 22.17 | .417 | .349 | .800 | 1.58 | 0.81 | 0.28 | 0.05 | 0.97 | 8.42 |
| JBL 2011-12 | トヨタ     | 42 |    | 18.83 | .449 | .424 | .813 | 1.76 | 0.55 | 0.36 | 0.07 | 0.95 | 8.69 |
| JBL 2012-13 | トヨタ     | 42 |    | 18.7  | .458 | .494 | .814 | 2.2  | 0.8  | 0.2  | 0.1  | 0.7  | 9.6  |
| NBL 2013-14 | トヨタ東京 | 54 |    | 21.6  | .446 | .408 | .839 | 1.8  | 1.0  | 0.5  | 0.0  | 0.9  | 10.7 |
| NBL 2014-15 | トヨタ東京 | 54 | 5  | 22.3  | .406 | .432 | .676 | 2.3  | 1.3  | 0.6  | 0.0  | 1.1  | 9.4  |
| NBL 2015-16 | トヨタ東京 | 55 | 13 | 20.8  | .478 | .449 | .816 | 1.4  | 1.4  | 0.6  | 0    | 1.2  | 11.2 |
| B1 2016-17  | A東京      | 59 | 6  | 16.8  | .399 | .395 | .939 | 1.4  | 0.4  | 0.2  | 0.1  | 0.4  | 6.1  |
| B1 2017-18  | 三河       | 55 | 6  | 12.8  | .440 | .403 | .677 | 0.9  | 0.9  | 0.4  | 0.0  | 0.5  | 4.9  |

## 脚註
1. ↑  K.J.Matsui Profile --Columbia Lions
2. ↑  “自由交渉選手リスト公示のお知らせ” (2017年6月7日). 2017年6月7日閲覧。
3. ↑  “選手加入のお知らせ” (2017年7月12日). 2017年7月12日閲覧。
4. ↑  “選手退団のご報告” (2019年6月27日). 2019年6月27日閲覧。
5. ↑  “松井啓十郎選手 加入のお知らせ” (2019年6月27日). 2019年6月27日閲覧。
6. ↑  “松井啓十郎選手 移籍のお知らせ” (2021年6月8日). 2021年6月8日閲覧。
7. ↑  “松井啓十郎選手(新規) 契約基本合意のお知らせ” (2021年6月8日). 2021年6月8日閲覧。
8. ↑  “松井啓十郎選手 移籍のお知らせ” (2023年6月24日). 2023年6月24日閲覧。
9. ↑  “2023-24シーズン 選手契約締結（新規）のお知らせ” (2023年6月24日). 2023年6月24日閲覧。
10. ↑  “2024-25シーズン契約合意(新規)のお知らせ” (2024年6月30日). 2024年6月30日閲覧。